# Durbans
Durbans – miejscowość i gmina we Francji, w regionie Oksytania, w departamencie Lot.
Według danych na rok 1990 gminę zamieszkiwało 116 osób, a gęstość zaludnienia wynosiła 4 osoby/km² (wśród 3020 gmin regionu Midi-Pyrénées Durbans plasuje się na 947. miejscu pod względem liczby ludności, natomiast pod względem powierzchni na miejscu 322.).